# Diocesi di Maiuca
La diocesi di Maiuca (in latino: Dioecesis Maiucensis) è una sede soppressa e sede titolare della Chiesa cattolica.

## Storia
Maiuca, nell'odierna Algeria, è un'antica sede episcopale della provincia romana della Mauritania Cesariense.
Di questa sede non si conosce alcun nome di vescovo, ma solo il fatto che nel 484 era sede vacante.
Dal 1933 Maiuca è annoverata tra le sedi vescovili titolari della Chiesa cattolica; dal 29 giugno 2021 il vescovo titolare è Yevgeniy Zinkovskiy, vescovo ausiliare di Karaganda.

## Cronotassi dei vescovi titolari
- Federico Callori di Vignale † (15 febbraio 1965 - 22 febbraio 1965 nominato cardinale diacono di San Giovanni Bosco in via Tuscolana)
- Costanzo Micci † (15 agosto 1966 - 1º giugno 1973 nominato vescovo di Fano e di Fossombrone)
- Jan Stefan Gałecki † (4 febbraio 1974 - 27 aprile 2021 deceduto)
- Yevgeniy Zinkovskiy, dal 29 giugno 2021